# К Фурию и Аврелию
«К Фурию и Аврелию» (лат. Ad Furium et Aurelium) — условное название стихотворения римского поэта Гая Валерия Катулла, включённого в состав посмертного сборника («Книги Катулла Веронского») под номером 11 и написанного, судя по упоминанию британских походов Гая Юлия Цезаря, не раньше 55 года до н. э. Автор здесь представляет себя участником походов на разных краях света (в Парфии, Египте, Галлии) вместе с двумя друзьями, которых просит передать послание его бывшей возлюбленной: последняя отныне может держать хоть 300 любовников одновременно, но пусть не ищет его любви. Стихотворение представляет собой одну фразу в 24 строки.
К тем же людям, Фурию и Аврелию, Катулл обращается в другом стихотворении, где угрожает им изнасилованием за критику. Ещё в целом ряде стихотворений он обращается к ним по отдельности, и это всегда брань. Соответственно антиковеды видят в просьбе Катулла передать послание иронию.
Считается, что возлюбленная поэта, о которой идёт речь, — Лесбия. В таком случае это хронологически последнее стихотворение большого любовного цикла. Оно написано сапфической строфой, как и стихотворение № 51 («К Лесбии, о любовном томлении»), открывающее этот цикл, и это могло быть нарочитой отсылкой. К тому же выбор сапфического размера для стихов обличительного характера необычен. 
Фурий, помнению некоторых исследователей, может быть отождествлён с поэтом Марком Фурием Бибакулом.